# Xã Wisner, Quận Franklin, Iowa
Xã Wisner (tiếng Anh: Wisner Township) là một xã thuộc quận Franklin, tiểu bang Iowa, Hoa Kỳ. Năm 2010, dân số của xã này là 161 người.